# Actinacantha globulata
Genre
Espèce
Synonymes
- Plectana globulata Walckenaer, 1841

Actinacantha globulata, unique représentant du genre Actinacantha, est une espèce d'araignées aranéomorphes de la famille des Araneidae.

## Distribution
Cette espèce est endémique d'Indonésie. Elle se rencontre à Java et à Sumatra.

## Publications originales
- Walckenaer, 1841 : Histoire naturelle des insectes. Aptères. Paris, vol. 2, p. 1-549.
- Simon, 1864 : Histoire naturelle des araignées (aranéides). Paris, p. 1-540 (texte intégral).